# Pietro De Sensi
Pietro De Sensi (Nicastro, 8 aprile 1966) è un ex calciatore italiano, di ruolo difensore.

## Caratteristiche tecniche
Giocava nel ruolo di terzino.

## Carriera
Pietro De Sensi ha incominciato la propria carriera da giocatore in una prima squadra con la Nuova Bella, squadra del quartiere Bella di Lamezia Terme, nella stagione 1982-83, in Prima Categoria calabrese. Nella stagione successiva approda alla Vibonese, nel Campionato Interregionale 1983-1984.
Dopo un altro anno, ha giocato nell'Enna, sempre nell'Interregionale, per il biennio 1985-1987.
È stato prelevato dal Palermo proprio al termine dell'esperienza a Enna, nel 1987, appena rifondato dopo il fallimento del 1986 e ripartito dalla Serie C2 1987-1988. Nella stessa stagione, oltre alla successiva promozione in Serie C1, raggiunge la finale di Coppa Italia Serie C, persa nel doppio confronto con il Monza, giocando entrambe le sfide. Ha disputato altre due finali della medesima competizione, poi perse, nel 1989-1990 e nel 1990-1991, perdendo, rispettivamente, la doppia sfida con la Lucchese, nella quale ha anche segnato una rete, nel primo caso, nel secondo caso nuovamente contro il Monza, ma al termine di quest'ultima stagione sportiva, nel campionato di Serie C1, otterrà la sua prima e storica promozione in Serie B con un secondo posto finale.
Nella stagione 1992-1993, al quarto tentativo, ha vinto la Coppa Italia Serie C per la prima volta e contemporaneamente anche il campionato di Serie C1 con la squadra rosanero.
È all’ottavo posto nella classifica dei giocatori più presenti di sempre con il Palermo in tutte le competizioni, giocando 237 partite. Risultano 203 le presenze in campionato, 9 quelle in Coppa Italia e 25 in Coppa Italia Serie C tra il 1990/91 e il 1992/93.
Lasciò il club calcistico del capoluogo siciliano dopo aver raggiunto la salvezza nella Serie B 1993-1994.
Ha successivamente vestito le maglie di Cittadella, Atletico Catania e Catanzaro, tra la Serie C1 e la Serie C2, chiudendo infine la sua carriera calcistica nella Vigor Lamezia, in Serie D.

## Palmarès

### Club

#### Competizioni nazionali
- Serie C1: 1

Palermo: 1992-1993
- Coppa Italia Serie C: 1

Palermo: 1992-1993

- Serie C2: 1 

Palermo: 1987-1988